# Verzorgingsplaats Bodegraven
Verzorgingsplaats Bodegraven is een Nederlandse verzorgingsplaats, gelegen aan de A12 Beek-Den Haag tussen knooppunt Bodegraven en afrit 12 nabij Bodegraven.
Er is een tankstation van TotalEnergies.
Door middel van een loopbrug zijn de volgende horecagelegenheden bereikbaar: een restaurant van La Place (tot 2017 AC Restaurants), een Gr8 hotel en een McDonald's (ze behoren echter niet op grondgebied van de verzorgingsplaats). Deze zijn ook vanaf N459, die van Bodegraven naar Reeuwijk-Brug loopt, te bereiken.

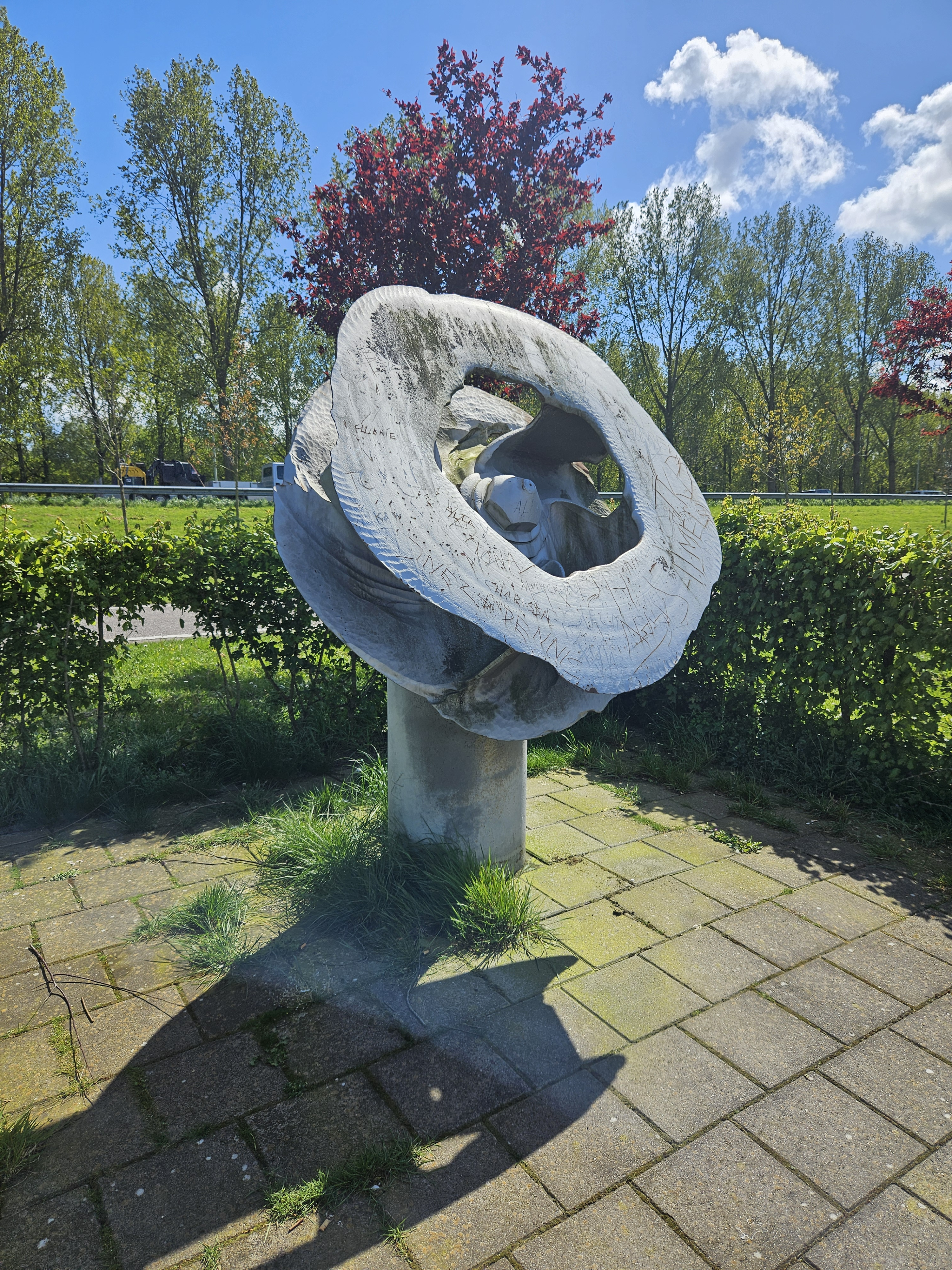
Kunstobject, maker onbekend
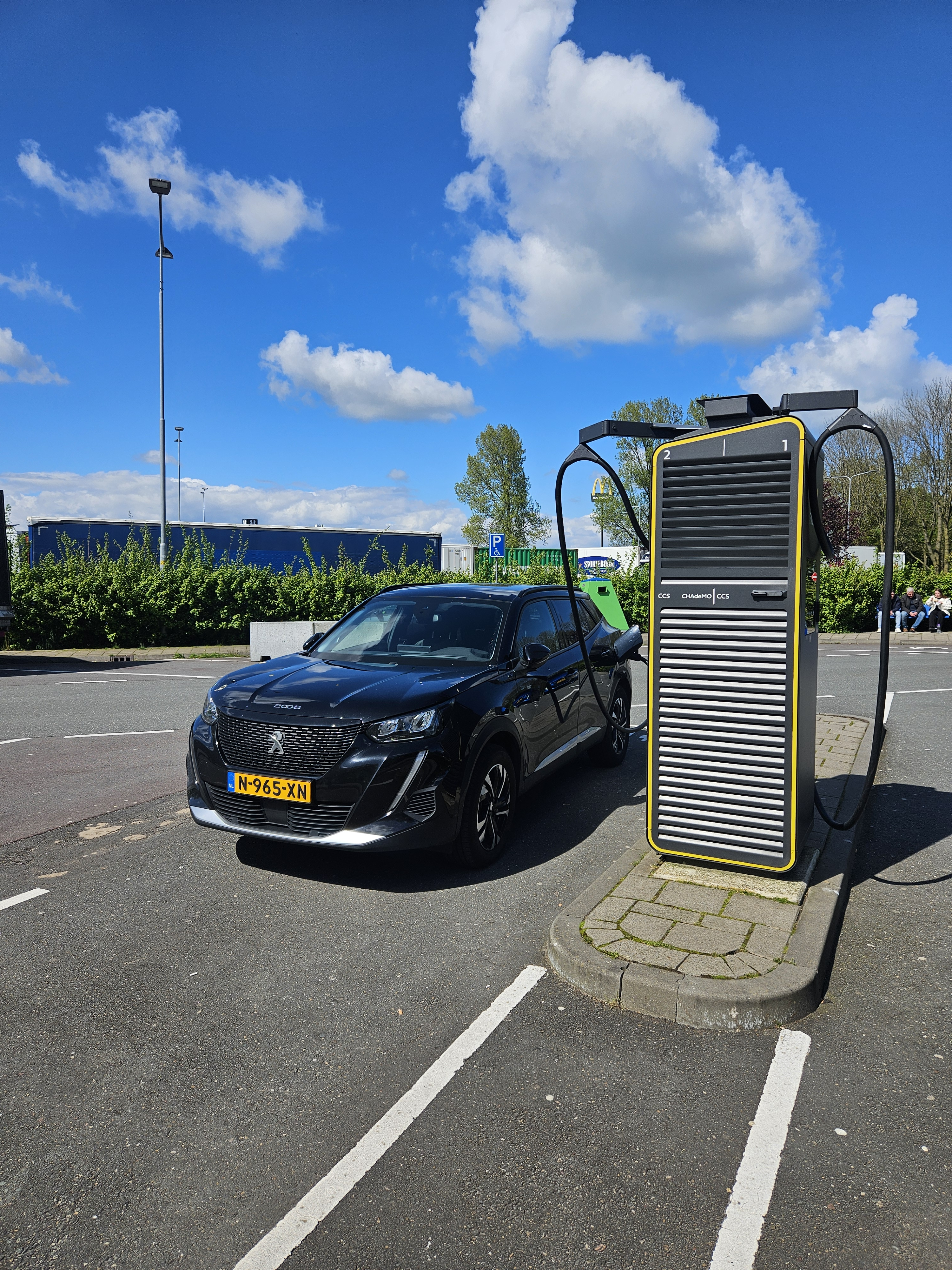
Oplaadstation voor electrische voertuigen

Richting Beek:
De Andel · 
Bijleveld · 
De Forten · 
Bloemheuvel · 
De Buunderkamp · 
Oudbroeken · 
Bergh
Richting Den Haag:
Bergh · 
Aalburgen · 
De Schaars · 
't Ginkelse Zand · 
Oudenhorst · 
Hellevliet · 
Bodegraven · 
Knorrestein